# Tatsuhiro Yonemitsu
Tatsuhiro Yonemitsu (米満 達弘, Yomemitsu Tatsuhiro) est un lutteur libre japonais né le 5 août 1986 à Fujiyoshida, dans la préfecture de Yamanashi.

## Palmarès

### Jeux olympiques
- Médaille d'or en catégorie des moins de 66 kg aux Jeux olympiques d'été de 2012 à Londres

### Championnats du monde
- Médaille de bronze en catégorie des moins de 66 kg aux Championnats du monde de lutte 2009 à Herning
- Médaille d'argent en catégorie des moins de 66 kg aux Championnats du monde de lutte 2011 à Istanbul

### Jeux asiatiques
- Médaille d'or en catégorie des moins de 66 kg aux Jeux asiatiques de 2010 à Canton

### Championnat d'Asie
- Médaille d'argent en catégorie des moins de 66 kg aux Championnats d'Asie 2009 à Pattaya